# Jennie Runk
Jennie Runk (ur. 1989) – amerykańska modelka. Karierę modelki zaczęła w wieku 14 lat, ale z powodu wzrostu wagi szybko została przekwalifikowana do działu „plus size”. W 2013 roku została twarzą głównej linii plażowej marki H&M, co było szeroko komentowane w świecie jako możliwość zmiany standardów doboru modelek.